# Oxalá Editora
Oxalá Editora ist ein 2015 gegründeter deutscher Buchverlag für portugiesische Literatur mit Sitz in Lünen. Er ist spezialisiert auf Literatur von Portugiesen aus der Diaspora in Deutschland und Europa; ein weiterer Schwerpunkt sind bilinguale deutsch-portugiesische Ausgaben von klassischer Kinderliteratur aus der portugiesischsprachigen Welt. Auch Literatur aus Brasilien und den afrikanischen Ländern portugiesischer Sprache gehören zum Programm.
Der Verlagsname besteht aus den portugiesischen Worten Oxalá (dt.: hoffentlich) und Editora (dt.: Verlag).
Der Verlag führt auch eine kleine Internetbuchhandlung, wo er die eigenen und einige weitere Veröffentlichungen anbietet.

## Geschichte
Mário dos Santos kam in den frühen 1970er Jahren aus Portugal nach Dortmund. Hier war er zunehmend kulturell aktiv, gehörte zum deutsch-portugiesischen Kulturverein AURA e.V. und war 1989 Mitbegründer und Chefredakteur der vierteljährlichen portugiesisch-deutschen Literatur- und Kulturzeitschrift Arcada. Nach ihrem Ende 1993 gründete er im gleichen Jahr die Zeitung Portugal Post, die seit 1994 monatlich erscheint.
Über den Shop der Portugal Post waren auch Bücher erhältlich, das wichtigste Verkaufssegment des kleinen Versandhandels. Über diesen Buchvertrieb sammelte Mário dos Santos weitere Erfahrungen im Buchmarkt und gründete dann Mitte 2015 den Buchverlag Oxalá Editora, um als Verleger ein eigenständiges Programm für Autoren der Diaspora zu entwickeln. Die beiden ersten Veröffentlichungen Ende November 2015 waren Domadora de Camaleões (deutsch: Chamäleon-Dompteurin), eine Sammlung von Chroniken, Kurzgeschichten und Gedichten von Helena Ferro de Gouveias, und Crónicas d`Agripina, eine Sammlung von Beiträgen von de minimis.
Ende 2017 gab er die Zeitung an die 7 Mares GmbH nach Berlin ab und konzentrierte sich fortan ganz auf den Verlag.
Im November 2017 erschien mit A Menina do Mar / Das kleine Mädchen aus dem Meer von Sophia de Mello Breyner Andresen das erste bilinguale Kinderbuch des Verlags und begründete damit einen zusätzlichen Schwerpunkt im Verlagsprogramm.
Nachdem er insbesondere seit den 2010er Jahren eine Verschlechterung der Lebensqualität und Sicherheit für seine zwei Kinder in der Dortmunder Nordstadt spürte, zog Mário dos Santos 2019 einige Kilometer nördlich nach Lünen, wo seither auch der Verlag Oxalá Editora seinen Sitz hat.

## Verlagsprogramm
Gedichtbände, Kurzgeschichten, Anthologien und Romane von Portugiesen, die im Ausland leben, sind seit Beginn der Schwerpunkt des Verlags. Danach kamen zweisprachige Ausgaben portugiesischer Klassiker dazu, insbesondere Kinder- und Jugendliteratur und Märchensammlungen. Auch eine zweisprachige Ausgabe der weltberühmten Liebesbriefe der Soror Mariana Alcoforado erschien hier.
Neben den überwiegend portugiesischsprachigen und zweisprachigen Veröffentlichungen erschienen auch einige deutschsprachige Bücher bei Oxalá Editora. Im Onlineshop des Verlages werden dazu einige CDs und T-Shirts mit Bezug zur portugiesischen Literatur angeboten.

## Autoren (Auswahl)
Zu den Autoren, von denen bereits Werke bei Oxalá Editora erschienen, zählen u. a.:
- Marília Andreä
- Abel Botelho
- Raul Brandão
- Sophia de Mello Breyner Andresen
- Adolfo Coelho
- Luísa Coelho
- Maria Teresa Crawford Cabral (Mitglied der Dortmunder Gruppe)
- José Luis Encarnação
- Eberhard Fedtke
- Nuno Gomes Garcia
- Helena Ferro de Gouveia
- Brüder Grimm
- Luísa Costa Hölzl
- Ilse Losa
- Monteiro Lobato
- Isabel Mateus
- José Rodrigues Miguéis
- Ramalho Ortigão
- Eça de Queiroz
- José Saramago
- Ana Cristina Silva
- Rita Sousa Uva
- Miguel Szymanski
- Gabriela Ruivo Trindade
- Cristina Torrão